# Felsőcsebény
Koordináták: é. sz. 49,1914°, k. h. 21,8946°49.191400°N 21.894600°E
Felsőcsebény (szlovákul: Vyšné Čabiny) Csebény településrésze, 1994 előtt önálló község Szlovákiában, az Eperjesi kerület Mezőlaborci járásában.

## Fekvése
Mezőlaborctól 9 km-re délre fekszik. Csebénynek a Laborc jobb partján fekvő részét alkotja.

## Története
Felsőcsebényt 1478-ban „Chebinye” néven említik először a homonnai uradalom részeként. 1557-ben 9 és fél portával adózott. 1658-tól a Barkóczy, Andrássy és Szirmay családok birtoka. 1715-ben malma és 15 háztartása volt. 1787-ben 80 házában 587 lakos élt.
A 18. század végén Vályi András így ír róla: „Felső Csebinye, és Horbok Csebinye. Az előbbi helységnek szomszédságában, földes Ura Szirmai Uraság, lakosai tótok, és ó hitűek, fekszenek Homonnátol egy mértföldnyire, termésbéli tulajdonságai, és vagyonnyai hasonlók Alsó Csebinyéhez, harmadik Osztálybéliek.”
1828-ban Alsócsebénnyel együtt 142 háza és 1066 lakosa volt. 1850 után sokan kivándoroltak a tengerentúlra.
Fényes Elek 1851-ben kiadott geográfiai szótárában így ír a faluról: „Alsó- Felső- és Horbok-Csebinye, 3 orosz falu, Zemplén vármegyében, 12 r., 998 g. kath., 14 zsidó lak. Gör. anyaszentegyház. Az elsőnek szántóföldje 1195 hold, s földesura Szirmay, a másodiknak szántóföldje 707 hold, s földesura Szirmay; a harmadiknak földje 474 hold s földesurai többen.”
Borovszky Samu monográfiasorozatának Zemplén vármegyét tárgyaló része szerint: „Felsőcsebény, azelőtt Felsőcsebinye. Laborczmenti ruthén kisközség, körjegyzőségi székhely, 78 házzal és 487 gör. kath. vallású lakossal. Postája Hegyescsaba, távírója pedig Alsócsebény. Van vasúti megállóhelye. A homonnai uradalomhoz tartozott és a Drugethek voltak az urai. Utánuk a Szirmayak következtek, most pedig herczeg Radzivil Jánosnénak van itt nagyobb birtoka. Gör. kath. temploma a XVI. században épült, de 1892-ben megújították.”
A 20. században a Radziwill család birtokolta. 1910-ben 483, túlnyomórészt ruszin lakosa volt. 1920 előtt Zemplén vármegye Mezőlaborci járásához tartozott.
1994-ben Alsócsebénnyel egyesítették Csebény néven.

## Lásd még
- Csebény
- Alsócsebény